# 26 Szkolna Flotylla U-Bootów
26 Szkolna Flotylla U-Bootów (niem. 26. Unterseebootsflottille) – niemiecka szkolna jednostka wojskowa Kriegsmarine, wchodząca w skład niemieckiej floty podwodnej (Ubootwaffe) w okresie II wojny światowej. Sformowana jako jednostka szkolna w kwietniu 1941 w Piławie, prowadziła działalność szkoleniową na Bałtyku, w celu zapewnienia kadr dla niemieckich okrętów podwodnych dla potrzeb prowadzonej w tym czasie wojny tonażowej w bitwie o Atlantyk. Flotylla prowadziła trzy-czterotygodniowe szczegółowe szkolenie w zakresie prowadzenia ognia torpedowego (Torpedoschiessausbildung), dla załóg nowo włączonych do służby U-Bootów. W związku z zagrożeniem zajęciem Piławy przez wojska radzieckie, w 1945 roku jednostka została przeniesiona do Warnemünde, gdzie kontynuowała działalność do kapitulacji Niemiec w maju 1945 roku.
W czasie istnienia flotylli, stały przedział do niej miało siedem okrętów podwodnych wycofanych ze służby operacyjnej: U-37, U-46, U-48, U-52, U-80, U-101 i U-351.
| Hans Gerrit von Stockhausen | kwiecień 1941 | styczeń 1943  |
| Karl Friedrich Merten       | styczeń 1943  | kwiecień 1943 |
| Helmut Brümmer-Patzig       | kwiecień 1943 | kwiecień 1945 |
| Ernst Bauer                 | kwiecień 1945 | maj 1945      |